# Acropyga decedens
Acropyga decedens é uma espécie de formiga do gênero Acropyga, pertencente à subfamília Formicinae.